# Carl Fredrik Bleckert Lybecker
Carl Fredrik Bleckert Lybecker, född 21 januari 1793 på Sätra, Ed socken i Uppland, död 29 november 1855 på Breviksnäs, Gryts socken i Östergötland, var en svensk friherre, militär och godsägare.
Han var son till Carl Lybecker (1768–1796) och Charlotta Christina von Schoultz (1768–1831) samt dotterson till Johan von Schoultz. Från 1825 var han gift med Johanna Catharina Zettersten (1804–1844) som var dotter till kaptenen Ludvig Zettersten. Makarnas enda barn var sonen Louis Lybecker (1826–1905).
Lybecker blev kadett vid Karlberg 1805 och utexaminerades därifrån 1809. Han blev löjtnant vid Upplands regemente 1812 och stabskapten där 1818. Lybecker fick avsked med majors namn, heder och värdighet 1832. Som godsägare drev han Österby herrgård 1826–1849.